# Greg Ginn

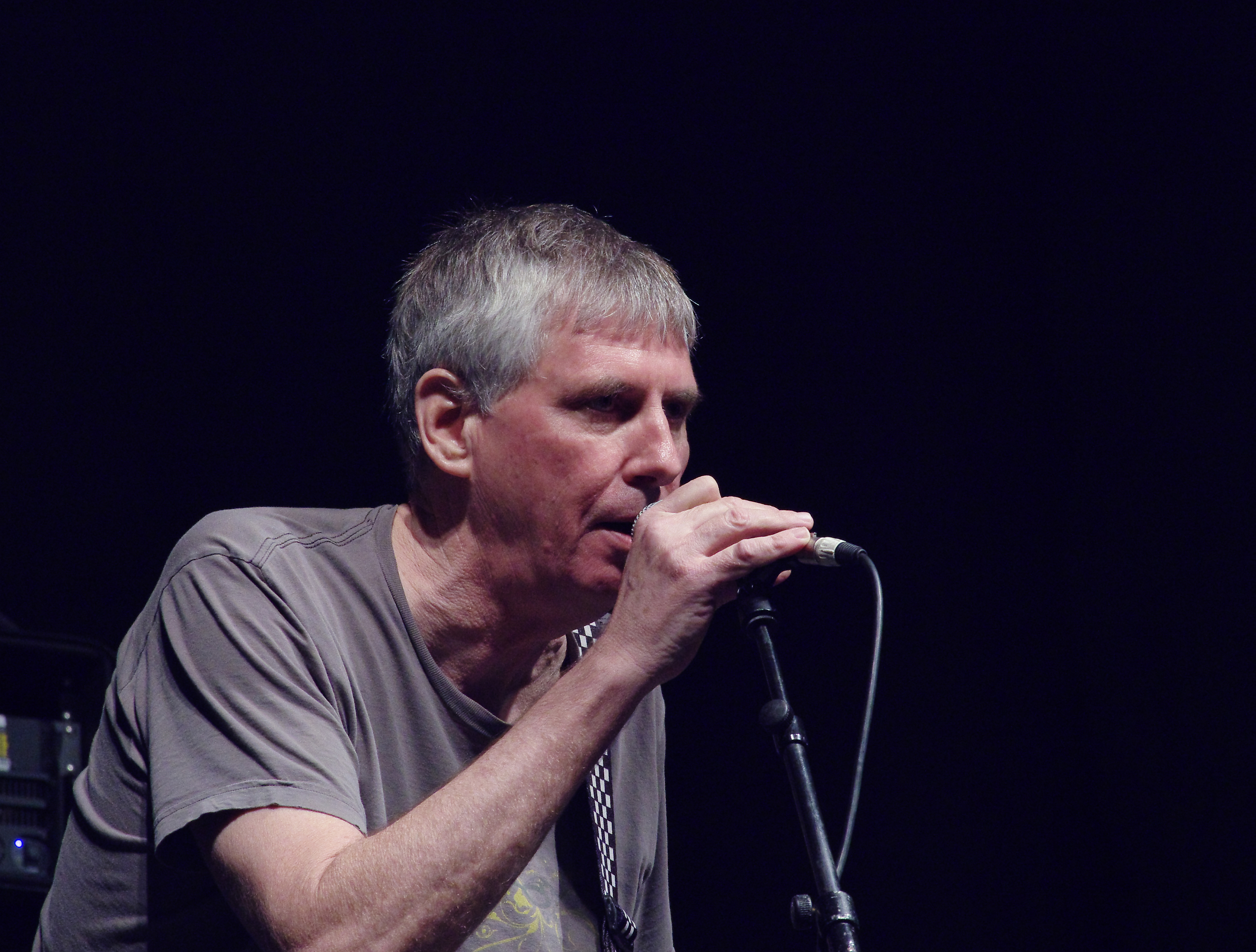
Greg Ginn (2013)

Gregory Regis Ginn (* 8. Juni 1954) ist ein US-amerikanischer Gitarrist, Bassist und Sänger. Er war Mitbegründer von Black Flag und schrieb auch die meisten Lieder der Band. Ginn gilt als einflussreichster Hardcore-Punk-Gitarrist und wurde von der Musikzeitschrift Rolling Stone in die Liste der 100 besten Gitarristen aller Zeiten aufgenommen. Greg Ginn ist der Bruder des Künstlers Raymond Pettibon.

## Leben
Ginn wuchs in Kalifornien auf, wo er 1976 mit Keith Morris die Band Panic gründete, die sich 1978 in Black Flag umbenannte. Die Mitglieder der Band wechselten regelmäßig. Ginn war die einzige Konstante im Line-Up. Er blieb bis zur Auflösung 1986 Mitglied von Black Flag.
Ende der 1970er-Jahre gründete Ginn seine eigene Plattenfirma, SST Records, bei der zunächst die Alben von Black Flag und später auch Tonträger weiterer Bands erschienen. Abgesehen von dem Zeitraum von 1998 bis 2008 ist SST Records bis heute aktiv.
Nach dem Ende von Black Flag spielte Ginn in verschiedenen anderen Bands und führte auch die 1985 als Nebenprojekt gegründeten Bands October Faction und Gone weiter. 1993 veröffentlichte er sein erstes Soloalbum, Getting Even, zwei weitere folgten in der ersten Hälfte der 1990er-Jahre. 2004 gründete er in der texanischen Stadt Taylor die Band Greg Ginn & the Texas Corrugators, die sich später in Greg Ginn & the Taylor Texas Corrugators umbenannte.
2008 wirkte er als Nachfolger von Brant Bjork an einem Album der Gruppe Ten East als Bassist mit.
Ginn bevorzugt Plexiglas-Gitarren von Dan Armstrong.

## Diskografie (Soloalben)

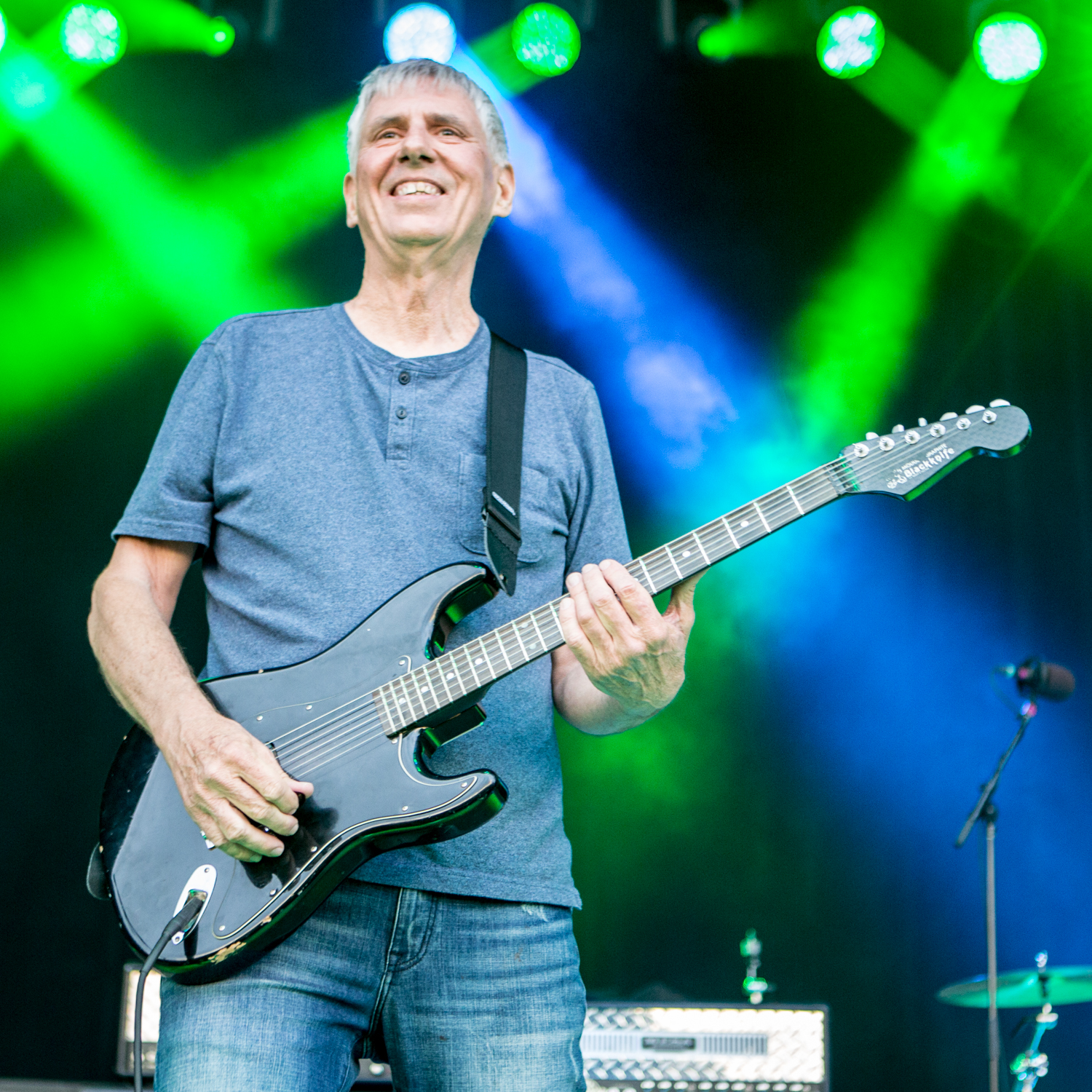
Greg Ginn, 2019

### Greg Ginn
- 1993: Getting Even
- 1993: Dick
- 1994: Let it Burn

### Greg Ginn & the Taylor Texas Corrugators
- 2007: Bent Edge
- 2008: Goof Off Expert
- 2010: Legends of Williamson County